# Альфаро, Эмилиано
Эмилиа́но Альфа́ро Тоскано (исп. Emiliano Alfaro Toscano; род. 28 апреля 1988[…], Трейнта-и-Трес) — уругвайский футболист, нападающий; тренер.

## Карьера

### Клубная
Эмилиано Альфаро начинал заниматься футболом в команде родного города «Уракан» (Трейнта-и-Трес). В 2005 году перешёл в столичный «Ливерпуль» и вскоре дебютировал за основной состав клуба. В том году Альфаро принял участие в молодёжном чемпионате Южной Америки, на котором сборная Уругвая (до 17 лет) заняла второе место, а сам Альфаро отметился одним забитым голом в ворота сборной Чили. Это дало путёвку на юношеский чемпионат мира того же года. На нём Альфаро провёл две игры. Уругвайцы выступили неудачно, проиграв все три игры группового этапа. В 2007 году Альфаро выступал за молодёжную сборную Уругвая.
В 2009 году Альфаро в 16 матчах Апертуры сезона 2009/10 забил 12 голов, лишь на один мяч отстав от лучшего бомбардира этой первой стадии чемпионата Маурина Франко. После этого в январе 2010 года его приобрёл аргентинский «Сан-Лоренсо». Альфаро за 8 месяцев провёл 18 матчей, забив в них всего 2 гола (оба в Клаусуре 2010). В Апертуре 2010 сыграл лишь три матча и с сентября больше не выступал на «святых». В январе 2011 вернулся в «Ливерпуль».
Своё возвращение в стан «чёрно-синих» Эмилиано отметил голом во втором матче предварительного раунда Кубка Либертадорес в ворота «Гремио». Однако это не помогло «Ливерпулю» и уругвайская команда вылетела из турнира. Затем футболист забил ещё 5 голов в 13 матчах Клаусуры сезона 2010/11, а также запомнился двумя удалениями. Вторую половину 2011 года Альфаро начал очень уверенно. На его счету 6 голов в 9 матчах Апертуры сезона 2011/12.
12 января 2012 года подписал контракт с итальянским клубом «Лацио» сроком до 30 июня 2016 года.
12 сентября 2012 года Альфаро был арендован клубом «Аль-Васл».

### Международная
Из-за травмы Диего Форлана и Абеля Эрнандеса Оскар Табарес, главный тренер сборной Уругвая, принял решение вызвать в расположение команды Эмилиано Альфаро. Он был включён в заявку отборочного матча к чемпионату мира 2014 против Чили, состоявшегося 11 ноября 2011 года, но на поле не появился. 15 ноября того же года Альфаро дебютировал за Селесте, выйдя на замену на 83 минуте в товарищеском матче против Италии в Риме вместо автора победного гола Себастьяна Фернандеса.